# Hypenetes purpurea
Hypenetes purpurea är en tvåvingeart som beskrevs av Artigas, Lewis och Luis E. Parra 2005. Hypenetes purpurea ingår i släktet Hypenetes och familjen rovflugor. Inga underarter finns listade i Catalogue of Life.